# Bonțida
Bonțida es una comuna Rumania, en el distrito de Cluj. Su población en el censo de 2002 era de 4.734 habitantes.
- Datos: Q12724569
- Multimedia: Bonțida, Cluj / Q12724569

1. ↑  Worldpostalcodes.org,código postal n.º 407105.